# Sean Douglas
Sean Douglas (ur. 8 maja 1972 w Auckland) – nowozelandzki piłkarz, grający podczas kariery na pozycji obrońcy.

## Kariera klubowa
Sean Douglas rozpoczął karierę w 1994 roku w klubie Tyrwhitt Soccerites. W tym samym roku wyjechał do Europy do duńskiego klubu Lyngby BK, lecz nie zdołał przebić się do pierwszego składu. W latach 1995–2000 występował w australijskich klubach Gippsland Falcons i Carlton SC.
W 2000 roku został zawodnikiem występującego w National Soccer League Football Kingz. Kolejnymi klubami w karierze Douglasa były Waitakere United i Auckland City FC. Z Auckland City zdobył Mistrzostwo Nowej Zelandii w 2007 roku. Karierę zakończył w 2008 roku w Team Wellington.

## Kariera reprezentacyjna
W reprezentacji Nowej Zelandii Douglas zadebiutował 9 czerwca 1995 w przegranym 1-2 meczu z Tahiti. W 1998 roku wystąpił w Pucharze Narodów Oceanii, który Nowa Zelandia wygrała. Douglas wystąpił w dwóch meczach z Tahiti i w finale z Australią. W 1999 roku wystąpił w Pucharze Konfederacji, na którym Nowa Zelandia odpadła w fazie grupowej. Na turnieju we Meksyku wystąpił we wszystkich trzech meczach z USA, Niemcami i Brazylią.
W 2000 roku wystąpił w Pucharze Narodów Oceanii, na którym Nowa Zelandia zajęła drugie miejsce. Douglas wystąpił w czterech meczach z Tahiti, Vanuatu, Wyspami Salomona i w finale z Australią. W 2001 roku uczestniczył w eliminacjach Mistrzostw Świata 2002. Ostatni raz w reprezentacji wystąpił 13 czerwca 2001 w wygranym 7-0 meczu z Vanuatu. Ogółem w latach 1995–2001 w reprezentacji wystąpił w 26 meczach.